# 合衆国法典第10編
合衆国法典第10編（がっしゅうこうこくほうてんだい10へん、Title 10 of the United States Code）は、合衆国法典の10番目の編(Title)であり、アメリカ軍に関連する分野の法典である。アメリカ国防総省管理下の5軍について扱われており、第6の軍種とされる沿岸警備隊は、合衆国法典第14編にて扱われている点が異なっている。かつては合衆国法典第34編において海軍を扱っていたが、現在は第10編に統合されている。

## 概要
以下は、2021年時点の内容である。
- 第10編　軍隊 (Title 10 - ARMED FORCES)
  - 副題A　総則(General Military Law):第1部(part)から第4部。第1章 (chapter) から第173章。第101条 (section)から第4985条。
  - 副題B　陸軍(Army):第1部(part)から第4部。第701章 (chapter) から第783章。第7001条 (section)から第7842条。
  - 副題C　海軍及び海兵隊(Navy and Marine Corps)：第1部から第4部。第801章から第897章。第8001条から第8951条。
  - 副題D　空軍及び宇宙軍(Air Force and Space Force):第1部から第4部。第901章から第983章。第9011条から第9842条。
  - 副題E　予備役部隊(Reserve Components):第1部から第5部。第1001章から第1805章。第10001条から第18506条。